# Октиси
Октиси (мкд. Октиси) су насеље у Северној Македонији, у крајње западном делу државе. Октиси припадају општини Струга.

## Географија
Насеље Октиси је смештено у крајње западном делу Северне Македоније, близу државне границе са Албанијом (6 km западно од насеља)]. Од најближег града, Струге, насеље је удаљено 6 km западно.
Октиси се налазе у историјској области Дримкол, која обухвата приобаље Охридског језера, око места истока реке Црни Дрим из језера. Насеље је смештено на северозападној страни језера. Западно од насеља издиже се планина Јабланица, док се источно пружа Струшко поље. Надморска висина насеља је приближно 740 метара.
Клима у насељу, и поред знатне надморске висине, има жупне одлике, па је пре умерено континентална него планинска.

## Становништво
Октиси су према последњем попису из 2002. године имали 1.075 становника.
Село је по присутним народностима мешовито:
| Националност | укупно        |
| Македонци    | 955 (38,5%)   |
| Албанци      | 346 (14,0%)   |
| Турци        | 1.071 (43,2%) |
| Роми         | 1             |
| Бошњаци      | 15            |
| остали       | 91            |

Већину становника чине муслимани македонског порекла, тзв. Торбеши.
Претежна вероисповест је ислам, а мањинска православље.